# قصر الوداغير
قصر الوداغير هو قصرٌ (قريةٌ محصنة) في المغرب، يقعُ في منطقة الجهة الشرقية.